# Mukozele

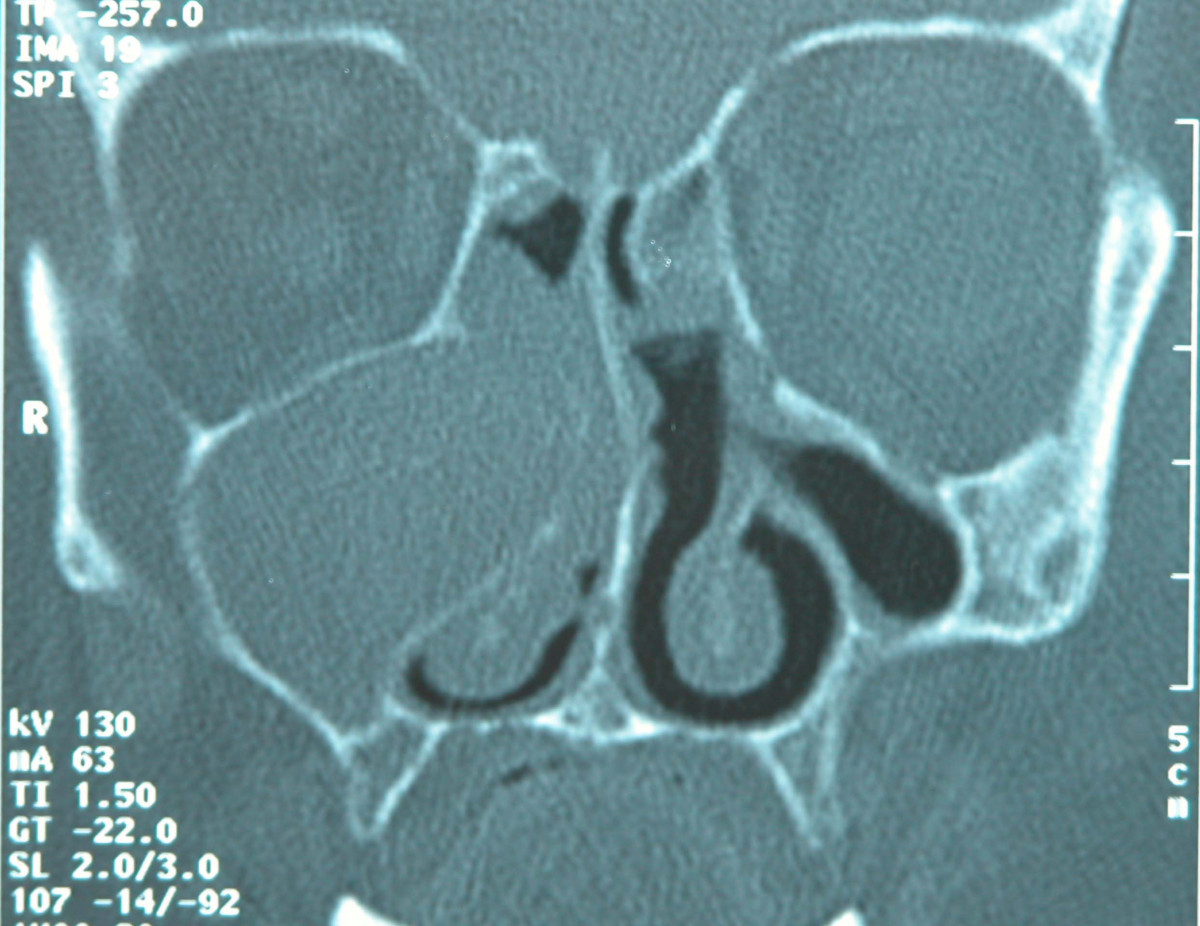
Computertomographie einer großen Mukozele in der rechten Kieferhöhle mit Verdrängung der Nasenscheidewand

Eine Mukozele ist eine Ansammlung (-zele) von Schleim (lateinisch mucus) in einem Hohlraum (meist Nasennebenhöhlen) auf Grund einer Abflussbehinderung des Schleimes durch Verschluss des Ausführungsganges.

## Entstehung
Der narbige oder knöcherne Verschluss entsteht am häufigsten nach einer Operation oder einem Trauma, seltener nach einer Sinusitis oder durch einen Tumor, kann aber auch spontan entstehen; dadurch kommt es zum Sekretstau und zur Zystenbildung.
Bei Mukozelen der Nasennebenhöhlen ist die Folge ein Abbau der knöchernen Wände mit Vorwölbung der Mukozele im Bereich der Nase und der Augenhöhle. Große Mukozelen der Stirnhöhle und des Siebbeins können zu einem Exophthalmus führen, den Augapfel bedrängen und seine Beweglichkeit einschränken.
Bauchchirurgische Probleme macht eine Mukozele in der Appendix vermiformis (im „Blinddarm“).

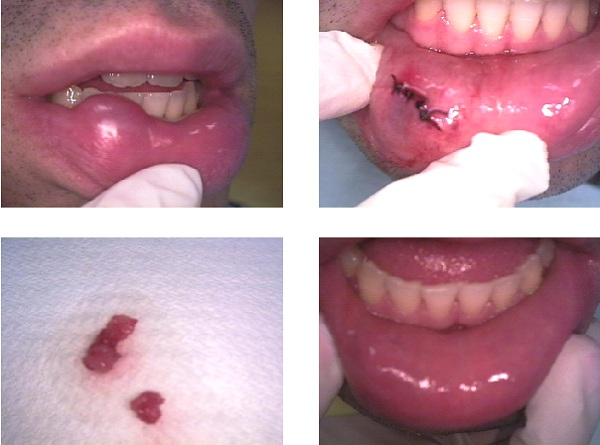
Operative Entfernung einer Mukozele einer Schleimdrüse in der Unterlippe